# Nieuwlandse Kreek
De Nieuwlandse Kreek is een kreek ten zuiden van Breskens.
De kreek loopt van de buurtschap Kruisdijk (Baarzandse Kreek) in noordelijke richting, tot aan het sportcomplex van Breskens en heeft een lengte van ongeveer 1 km. Ze heeft een uitwateringsfunctie en staat in verbinding met het gemaal bij Nummer Eén. Broedvogels in het omringend rietland zijn: Bruine kiekendief, kleine karekiet, bosrietzanger, rietzanger, rietgors, bergeend, wintertaling, tureluur, gele kwikstaart, witte kwikstaart, tuinfluiter en blauwborst (gegevens 1986).
Langs de noordelijke oever van de kreek werd omstreeks 2005 een natuurcompensatieproject van 2 ha verwezenlijkt, dit naar aanleiding van de aanleg van de zuidelijke rondweg om Breskens.